# Glaucoclystis
Glaucoclystis là một chi bướm đêm thuộc họ Geometridae.